# The Death and Life of Great American Cities
The Death and Life of Great American Cities (no Brasil traduzido como "Morte e Vida de Grandes Cidades"), é um livro escrito pela ativista Jane Jacobs em 1961. Trata sobre o planejamento urbano no século XX, criticando as políticas urbanas modernistas, que a autora responsabiliza pelo declínio dos bairros de diversas cidades nos Estados Unidos, e propondo uma nova visão da vida urbana orgânica naquele país.
Mesmo estudando apenas cidades americanas, a obra impactou os rumos do planejamento urbano em todo o mundo, e a influência do livro ainda é grande especialmente entre os urbanistas.

## Conteúdo
Reservando sua crítica mais mordaz para os urbanistas "racionalistas" (especificamente Robert Moses) dos anos 1950 e 1960, Jacobs argumentou que o planejamento urbano modernista rejeita a cidade, porque rejeita os seres humanos que vivem em uma comunidade caracterizada pela complexidade em camadas e um aparente caos. Os planejadores modernistas usaram o raciocínio dedutivo para encontrar princípios para planejar cidades. Entre essas planos, ela considerou a renovação urbana a mais violenta, e o zoneamento (isto é, separação em áreas residenciais, industriais, comerciais) os mais recorrentes. Esses planos, segundo ela, destroem comunidades e inovações econômicas criando espaços urbanos isolados e não naturais.
Em seu lugar, Jacobs defendeu "quatro geradores de diversidade" que "criam pools econômicos efetivos de uso":
- Usos mistos, mantendo as ruas ativas em diferentes momentos do dia;
- Quadras menores, permitindo a permeabilidade dos pedestres
- Edifícios de várias idades e estados de reparação
- Densidade

Sua estética pode ser considerada oposta à dos modernistas, mantendo a redundância e a vibração contra a ordem e a eficiência. Ela frequentemente cita o Greenwich Village de Nova Iorque como um exemplo de uma comunidade urbana vibrante. Esta e outras comunidades semelhantes se mantiveram preservadas, pelo menos em parte, por sua escrita e ativismo. O livro também desempenhou um papel importante na desaceleração do redesenvolvimento de Toronto, onde Jacobs esteve envolvida na campanha para deter a Spadina Expressway.

## Legado
O livro continua a ser o mais influente de Jane, e ainda é amplamente lido pelos profissionais de planejamento e pelo público em geral. Ele foi traduzido para seis idiomas e já vendeu mais de um quarto de milhão de cópias, e muito do urbanismo atual ainda é influenciado pelos escritos de Jane.
Jane Jacobs também é creditada por muitos como a "mãe" do novo urbanismo, apesar de muitos dos defensores da autora rechaçarem a ideia.